# Paedampharete acutiseries
Paedampharete acutiseries är en ringmaskart som beskrevs av Russell 1987. Paedampharete acutiseries ingår i släktet Paedampharete och familjen Ampharetidae. Arten har ej påträffats i Sverige. Inga underarter finns listade i Catalogue of Life.